# Chedimanops rwenzorensis
Espèce
Chedimanops rwenzorensis est une espèce d'araignées aranéomorphes de la famille des Palpimanidae.

## Distribution
Cette espèce est endémique du Nord-Kivu au Congo-Kinshasa,. Elle se rencontre à Kirivata vers 1 700 m d'altitude dans le Rwenzori.

## Description
Le mâle holotype mesure 3,0 mm et la femelle paratype 3,10 mm.

## Étymologie
Son nom d'espèce, composé de rwenzor[i] et du suffixe latin -ensis, « qui vit dans, qui habite », lui a été donné en référence au lieu de sa découverte, le Rwenzori.

## Publication originale
- Zonstein & Marusik, 2017 : Descriptions of the two-eyed African spider genera Chedimanops gen. n. and Hybosidella gen. n. (Araneae, Palpimanidae, Chediminae). African Invertebrates, vol. 58, no 1, p. 23-47.